# Alawa
L'alawa és una llengua australiana parlada tradicionalment pels alawes.

## Altres noms
- Kallana i Leealowa[1]

## Estat actual
En 1991 quedaven uns 20 parlants, bilingües amb kriol, d'un grup ètnic d'unes 500 persones. D'aquests només uns 4 la tenien com a primera llengua. Des de l'any 2001 sembla haver augmentat el nombre de persones joves que, si més no, l'entenen, gràcies als nous programes d'aprenentatge a les escoles de la zona.

## Classificació
L'alawa és una llengua de la família gunwingguan, grup maran, subgrup alawic.